# 109 (số)
109 (một trăm linh chín) là một số tự nhiên ngay sau 108 và ngay trước 110.